# Nothing to Fear
Nothing to Fear — второй студийный альбом нью-вейв-группы Oingo Boingo, выпущенный в 1982 году на A&M Records.

## Музыка
Nothing to Fear обладает более резким звучанием, чем предыдущие релизы группы, с более громкой электрогитарой и перкуссией, более широким и разнообразным использованием синтезаторов и введением секвенсоров на некоторых треках. В песнях также используется неортодоксальный набор инструментов, некоторые из которых были спроектированы и изготовлены группой..
Оригинальный микс длительностью 3:47 песни «Private Life» был заменен на более поздних тиражах на виниле и компакт-дисках синглом длительностью 3:18. Оригинальный микс включает более заметную бас-гитару и ксилофон, с повторением некоторых куплетов и более длинным вступлением. Релиз песни сопровождался музыкальным видео, снятым братом Дэнни Эльфмана и основателем Mystic Knights of the Oingo Boingo Ричардом Эльфманом.
В апреле 2020 года Дэнни Эльфман перепел «Running on a Treadmill» в новом индивидуальном исполнении на своем официальном веб-сайте и на странице в Instagram, записанном в режиме самоизоляции во время пандемии COVID-19, с сопроводительным видео, снятым его дочерью Мали Эльфман. Это только одна из двух песен Oingo Boingo, которые Эльфман публично исполнял с момента распада группы в 1995 году. Позже Эльфман перезаписал «Insects» для своего альбома 2021 года, Big Mess.

## Отзывы
Несмотря на постоянное осуждение со стороны критиков, Nothing to Fear получил высокие региональные продажи и трансляцию на радио во время его выпуска, продав 125 000 копий в своем первоначальном тираже.
Журналистка Trouser Press Ира А. Роббинс выразила мнение, что Nothing to Fear был «более симпатичным», чем его предшественник Only a Lad, но всё же звучал «фальшиво», назвав это «производным разочарованием».
Эльфман часто использовал негативную реакцию критиков в интересах группы через рекламу, заявляя : «Музыка, которая нравится [критикам], лишена вдохновения и надумана. Если мы начнем получать похвалу от этой клики из шести или восьми рецензентов, нам, вероятно, придется оценить, где мы заблудились.»
После выпуска альбома группа отправилась в успешный тур на разогреве с такими коллективами, как The Police и Fear. Песня «Wild Sex (in the Working Class)» позже прозвучала в фильме Джона Хьюза «Шестнадцать свечей».

## Переиздание
В 2021 году компания Rubellan Remasters объявила о переиздании Nothing to Fear как на цветном виниле, так и на CD, последний — в виде расширенного издания с бонус-треками. Обе версии восстановили оригинальную полноформатную версию «Private Life» в последовательности альбома.

## Список композиций
Слова и музыка всех песен — Дэнни Эльфмана.
| №  | Название                                  | Длительность |
| -- | ----------------------------------------- | ------------ |
| 1. | «Grey Matter»                             | 5:50         |
| 2. | «Insects»                                 | 3:02         |
| 3. | «Private Life» (3:18 на поздних изданиях) | 3:45         |
| 4. | «Wild Sex (in the Working Class)»         | 4:06         |
| 5. | «Running on a Treadmill»                  | 3:20         |

| №                   | Название                            | Длительность |
| ------------------- | ----------------------------------- | ------------ |
| 6.                  | «Whole Day Off»                     | 3:54         |
| 7.                  | «Nothing to Fear (But Fear Itself)» | 3:52         |
| 8.                  | «Why'd We Come»                     | 3:57         |
| 9.                  | «Islands»                           | 4:40         |
| 10.                 | «Reptiles and Samurai»              | 5:23         |
| Общая длительность: | Общая длительность:                 | 41:34        |

### Бонус-треки на CD 2021 года
| №   | Название                        | Длительность |
| --- | ------------------------------- | ------------ |
| 11. | «Better Luck Next Time»         | 3:30         |
| 12. | «Private Life (Single Version)» | 3:17         |

## Участники записи
Oingo Boingo
- Дэнни Эльфман — вокал, ритм-гитара
- Стив Бартек — соло-гитара, вокал
- Ричард Гиббс[англ.] — клавишные, синтезаторы, вокал
- Керри Хэтч — бас, вокал
- Джонни «Ватос» Эрнандес — ударные
- Сэм «Слагго» Фиппс[англ.] — тенор-саксофон, сопрано-саксофон
- Леон Шнайдерман — баритон-саксофон, альт-саксофон
- Дейл Тёрнер[англ.] — труба, тромбон
- На внутреннем конверте из Nothing to Fear написано: «Все мальчики бьют штуки: румба-телефоны, оригинальные инструменты, разработанные и построенные Леоном Шнайдерманом».

Технический персонал
- Oingo Boingo — сопродюсеры
- Джо Чиккарелли[англ.] — сопродюсер, звукоинженер
- Крон Макгенри — второй звукоинженер (запись)
- Лаура Энгель — помощник продюсера
- Митч Гибсон — второй звукоинженер (сведение)
- Стив Бартек — аранжировки валторны
- Чарли Анкелесс — менеджер по производству
- Георганн Дин — передняя обложка (из коллекции Lou & Pearl Beach)
- Жюль Бейтс — задняя обложка и конверт, арт-директор (Artrouble)